# Sportgastein
Sportgastein, 1590 - 2686 meter över havet är en vintersportort i Alperna.
Beläget mitt i Alpernas största nationalpark Hohe Tauern, har området kommit att bli känt som ett s.k. "Freeriders Paradis" då offpist-möjligheterna är mycket omfattande. Sportgastein är öppet från slutet av november till början av maj och tillhör Bad Gasteins kommun i  Österrike.